# Bitola
Bitola (en macedonio: Битола, en albanés Manastir) es una ciudad en la parte suroeste de Macedonia del Norte, cabecera de la municipalidad homónima. Es un importante centro administrativo, cultural, industrial, comercial y educacional. Está ubicada en la parte sur del valle Pelagonia, rodeada por las montañas Baba y Nidže, 14 kilómetros al norte del cruce fronterizo de Medžitlija-Niki que enlaza Macedonia del Norte con Grecia. Es un importante nudo de comunicaciones que conecta el sur del mar Adriático con el mar Egeo y Europa Central. Se la conoce desde el período otomano como la ciudad de los cónsules, debido a que varios países europeos tenían sus consulados en la ciudad.

## Toponimia
Una teoría hace derivar Bitola (Битола) del antiguo eslavo eclesiástico Obitel, «monasterio», suponiendo que la ciudad nació y creció en torno a un complejo monástico y que con el tiempo se acabaría perdiendo la vocal inicial ‘o’. La ciudad aparece ya mencionada como Bitola en una inscripción de 1015.
Distintos idiomas han utilizado como exónimo diferentes formas del topónimo, sacadas incluso de raíces distintas. Así, en serbio es Битољ (Bitolj), en búlgaro Битоля (Bitolya) y en griego bizantino Βουτέλιον (Voutélion) o Βιτώλια (Vitólia). Fuentes medievales como Guillermo de Tiro o al-Idrisi la mencionan como Butella y Butili, respectivamente. De la raíz griega del supuesto étimo (μοναστήριον, monastḗrion) salen las versiones en griego moderno Μοναστήρι (Monastiri), en turco otomano مناستر (Monastir) y en albanés Manastiri.

## Geografía
La ciudad se extiende a lo largo del río Dragor, a una altitud de 615 m s. n. m., al pie del Monte Baba que se localiza al oeste de la ciudad. Bitola tiene una población de 95.385 habitantes, alcanzando una población de 122.173 habitantes si se incluye su conurbado. El pico más alto del Monte Baba es el Pelister de 2.601 m s. n. m., el cual es un parque nacional con diversa flora y fauna, además de una estación de esquí.

## Clima
| Parámetros climáticos promedio de Bitola | Parámetros climáticos promedio de Bitola | Parámetros climáticos promedio de Bitola | Parámetros climáticos promedio de Bitola | Parámetros climáticos promedio de Bitola | Parámetros climáticos promedio de Bitola | Parámetros climáticos promedio de Bitola | Parámetros climáticos promedio de Bitola | Parámetros climáticos promedio de Bitola | Parámetros climáticos promedio de Bitola | Parámetros climáticos promedio de Bitola | Parámetros climáticos promedio de Bitola | Parámetros climáticos promedio de Bitola | Parámetros climáticos promedio de Bitola |
| Mes                                      | Ene.                                     | Feb.                                     | Mar.                                     | Abr.                                     | May.                                     | Jun.                                     | Jul.                                     | Ago.                                     | Sep.                                     | Oct.                                     | Nov.                                     | Dic.                                     | Anual                                    |
| ---------------------------------------- | ---------------------------------------- | ---------------------------------------- | ---------------------------------------- | ---------------------------------------- | ---------------------------------------- | ---------------------------------------- | ---------------------------------------- | ---------------------------------------- | ---------------------------------------- | ---------------------------------------- | ---------------------------------------- | ---------------------------------------- | ---------------------------------------- |
| Temp. máx. abs. (°C)                     | 17                                       | 21                                       | 23                                       | 30                                       | 31                                       | 37                                       | 40                                       | 36                                       | 33                                       | 30                                       | 26                                       | 19                                       | 40                                       |
| Temp. máx. media (°C)                    | 1                                        | 5                                        | 10                                       | 15                                       | 20                                       | 24                                       | 27                                       | 27                                       | 23                                       | 17                                       | 9                                        | 4                                        | 15                                       |
| Temp. media (°C)                         | -1                                       | 2                                        | 6                                        | 11                                       | 15                                       | 19                                       | 21                                       | 21                                       | 17                                       | 12                                       | 5                                        | 1                                        | 11                                       |
| Temp. mín. media (°C)                    | -4                                       | -1                                       | 2                                        | 6                                        | 10                                       | 13                                       | 15                                       | 15                                       | 11                                       | 7                                        | 2                                        | -2                                       | 6                                        |
| Temp. mín. abs. (°C)                     | -29                                      | -26                                      | -16                                      | -2                                       | -1                                       | 3                                        | 6                                        | 6                                        | -1                                       | -6                                       | -12                                      | -26                                      | -29                                      |
| Precipitación total (mm)                 | 41                                       | 38                                       | 35                                       | 53                                       | 48                                       | 29                                       | 31                                       | 29                                       | 39                                       | 53                                       | 66                                       | 73                                       | 535                                      |
| Días de precipitaciones (≥ 1 mm)         | 5                                        | 8                                        | 11                                       | 13                                       | 12                                       | 8                                        | 5                                        | 6                                        | 7                                        | 10                                       | 11                                       | 8                                        | 104                                      |
| Días de nevadas (≥ 1 mm)                 | 7                                        | 6                                        | 4                                        | 1                                        | 0                                        | 0                                        | 0                                        | 0                                        | 0                                        | 0                                        | 2                                        | 6                                        | 26                                       |
| Horas de sol                             | 80.6                                     | 106.4                                    | 155.0                                    | 198.0                                    | 251.1                                    | 291.0                                    | 334.8                                    | 313.1                                    | 240.0                                    | 176.7                                    | 111.0                                    | 74.4                                     | 2332.1                                   |
| Humedad relativa (%)                     | 81                                       | 76                                       | 70                                       | 65                                       | 65                                       | 58                                       | 54                                       | 57                                       | 64                                       | 70                                       | 79                                       | 81                                       | 68                                       |
| Fuente: Weatherbase                      |                                          |                                          |                                          |                                          |                                          |                                          |                                          |                                          |                                          |                                          |                                          |                                          |                                          |

## Historia

### Prehistoria
Bitola es muy rica en monumentos de la época prehistórica. Dos importantes son Veluška Tumba, y Bara Tumba cerca del pueblo de Porodin. Desde la Edad de cobre han existido los siguientes tres asentamientos: Tumba, cerca del pueblo Crnobuki, Šuplevec, cerca de Suvodol, y Visok Rid cerca de la población llamada Bukri. La Edad de bronce está representada por los asentamientos de Tumba cerca de la aldea de Kanino y el asentamiento del mismo nombre cerca de la aldea de Karamani.

### Bitola el día de hoy

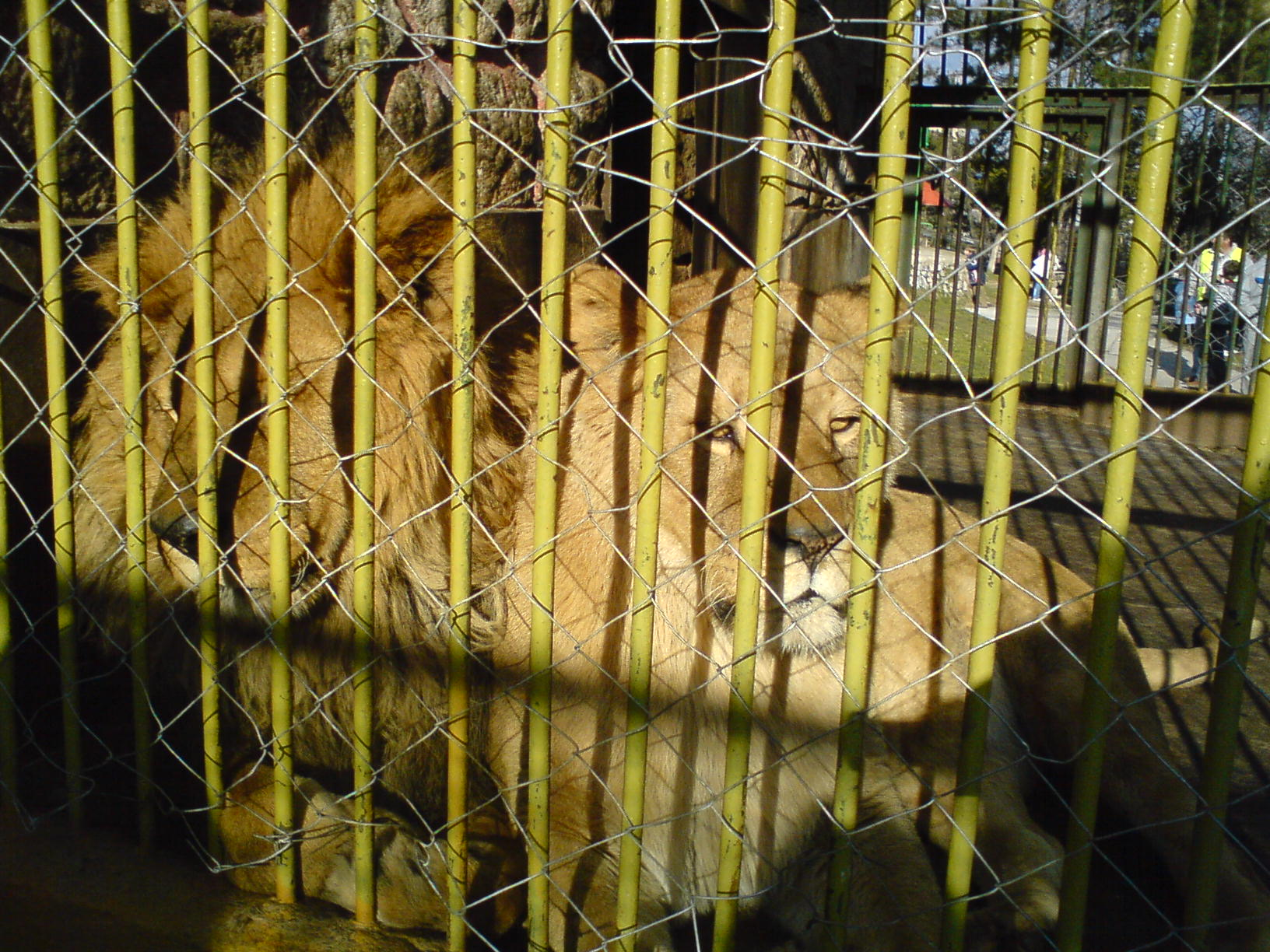
Leones en sus jaulas en Bitola

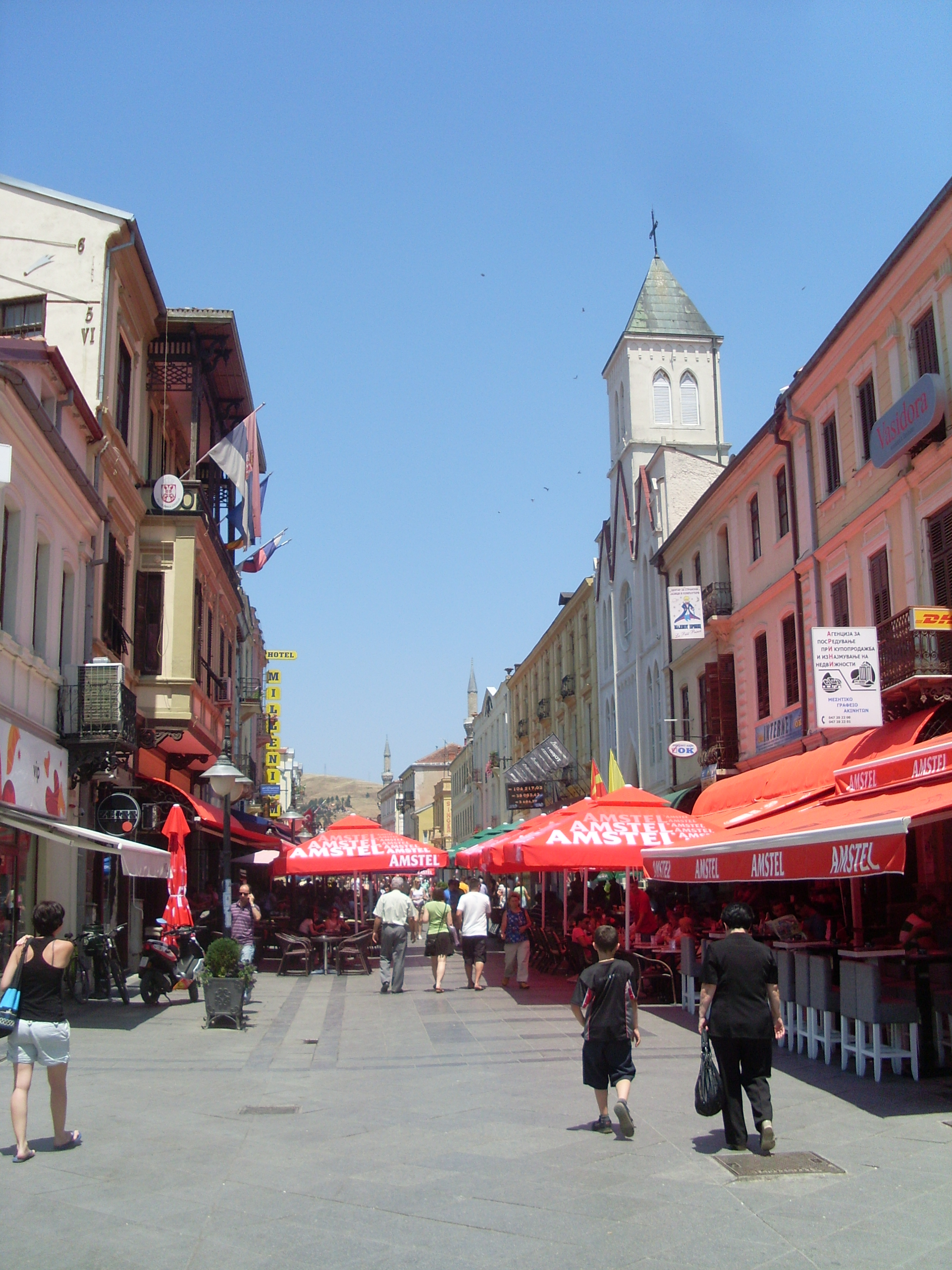
Sirok Sokak, una de las calles más bulliciosas de la actual Bitola.

Bitola es el centro económico e industrial de Macedonia suroeste. Muchas de las empresas más grandes del país tienen su sede en la ciudad. La cosechadora agrícola Pelagonia es la mayor productora de alimentos del país. El sistema de agua Streževo es el más grande de Macedonia del Norte y cuenta con las mejores instalaciones tecnológicas. Las tres centrales termoeléctricas de REK Bitola producen casi el 80 % de la electricidad del Estado. La industria refrigeradora Frinko era una compañía que lideraba los sectores eléctrico y metalúrgico de Macedonia del Norte. Bitola también tiene una importante capacidad en las industrias textiles y de alimentos.
Bitola es también la sede de doce consulados, lo que da a la ciudad el sobrenombre de "la ciudad de los cónsules".
Consulados generales
- Bulgaria (desde 2006)
- Grecia (desde 2006)

Consulados honorarios
- Austria (desde 2014)[2]
- Bosnia y Herzegovina (desde 2014)[3]
- Francia (desde 1996)
- Hungría (desde 2012)[4]
- Montenegro (desde 2008)
- Rumania (desde 2007)
- Rusia (desde 2001)
- Serbia (desde 2007)
- Turquía (desde 1998)
- Ucrania (desde 2011)[5]

Antiguos consulados
- Croacia (2006-2014)[6]
- Eslovenia (2005-2014)[7]
- Reino Unido (2000-2014)[8]

También, Albania e Italia han expresado interés en abrir consulados en Bitola.

## Deportes
Los deportes más populares en Bitola son el fútbol y el balonmano.
El principal equipo de fútbol es el FK Pelister y juega en el Tumbe Kafe Stadium, que tiene una capacidad para 8000 espectadores. Gjorgji Hristov, Dragan Kanatlarovski, Toni Micevski, Nikolče Noveski, Toni Savevski y Mitko Stojkovski son algunos de los famosos jugadores nativos de Bitola que comenzaron su carrera con el equipo.
El principal club de balonmano y equipo deportivo de Bitola es el RK Pelister. RK Bitola es el segundo club del país y de la ciudad, y ambos equipos juegan en el Sports Hall Mladost.
En la segunda división de Macedonia, compite el FK Novaci, que se encuentra en la región de Bitola.
Todos los equipos deportivos bajo el nombre Pelister son apoyados por los fanes conocidos como Čkembari.

## Demografía
Grupos étnicos
Según el censo de 1948, Bitola tenía 30.761 habitantes. El 77,2% (o 23.734 habitantes) eran macedonios, el 11,5% (o 3.543 habitantes) eran turcos, el 4,3% (o 1.327 habitantes) eran albaneses, el 3% (o 912 habitantes) eran serbios y el 1.3% (o 402 habitantes) eran arrumanos. En 2002, la ciudad de Bitola contaba 74.550 habitantes y la composición étnica era la siguiente:
Religión

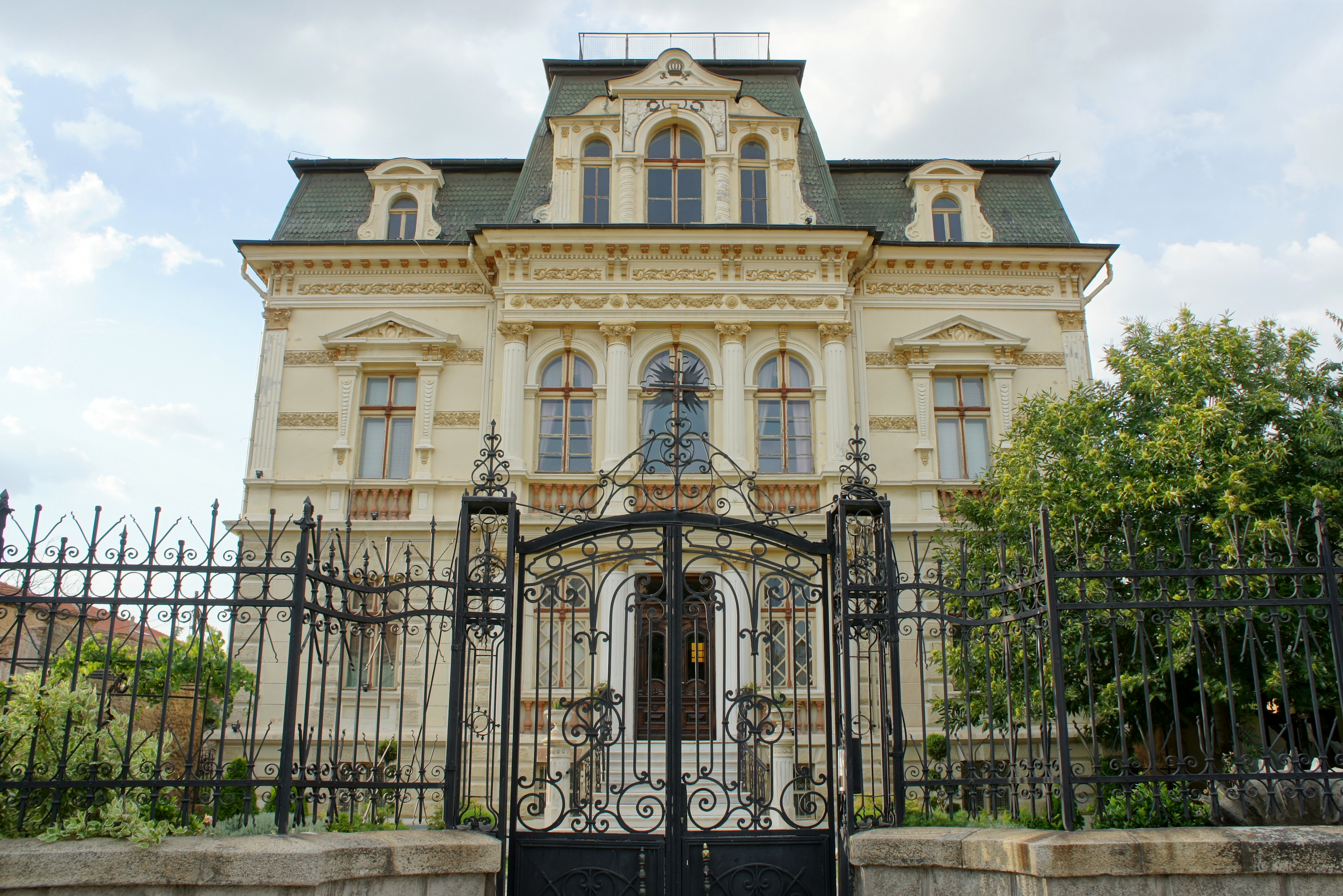
Sede de la diócesis Prespa- Pelagonia de la Iglesia Ortodoxa Macedonia. Archidiócesis de Ohrid en Bitola

Bitola es una ciudad obispado y la sede de la Diócesis de Prespa-Pelagonia. Durante la Segunda Guerra Mundial la diócesis fue nombrada Ohrid-Bitola. Con la restauración de la autocefalia de la Iglesia Ortodoxa de Macedonia en 1967, obtuvo su nombre actual, Prespa-Pelagonia, diócesis que abarca las siguientes regiones y ciudades: Bitola, Resen, Prilep, Krusevo y Demir Hisar.
El primer obispo de la diócesis (1958-1979) fue el Sr. Clemente. El segundo y actual obispo y administrador de la diócesis, responsable como obispo desde 1981 es el Sr. Petar. La diócesis Prespa-Pelagonia comprende cerca de 500 iglesias y monasterios. En los últimos diez años en la diócesis se han construido, o se están construyendo, alrededor de 40 iglesias y 140 edificios de la iglesia. La diócesis cuenta con dos iglesias museo, la catedral San Mártir Demetrio en Bitola y en la iglesia San Juan en Krusevo, y exposición permanente de íconos y bibliotecas en el edificio de la sede de la diócesis. El edificio sede fue construido entre 1901 y 1902 y es uno de los más bellos ejemplos de la arquitectura barroca. Además de la Iglesia Ortodoxa de Macedonia dominante, en Bitola hay otros grupos religiosos muy importantes, como la Comunidad Islámica, la Iglesia católica y otros.
- Catedral de Bitola el Sagrado Corazón de Jesús es la concatedral de la Diócesis de Skopie.

## Cultura
Festival Manaki de Filme y Cámara
Es el festival de filme antiguo en el mundo, el cual tiene un valor en el trabajo cinematográfico. En memoria del primer fotógrafo de los Balcanes, Milton Manaki, cada septiembre se organiza el festival de cine y fotografía "Brothers Manaki", en el que se presentan tanto documentales como largometrajes. Se trata de un evento de categoría mundial y es algo digno de ser visto. Cada año, el festival trae actores reconocidos del mundo incluyendo a Catherine Deneuve, Isabelle Huppert, Victoria Abril, Miki Manojlović o Michael York.
Ilindenski Denovi

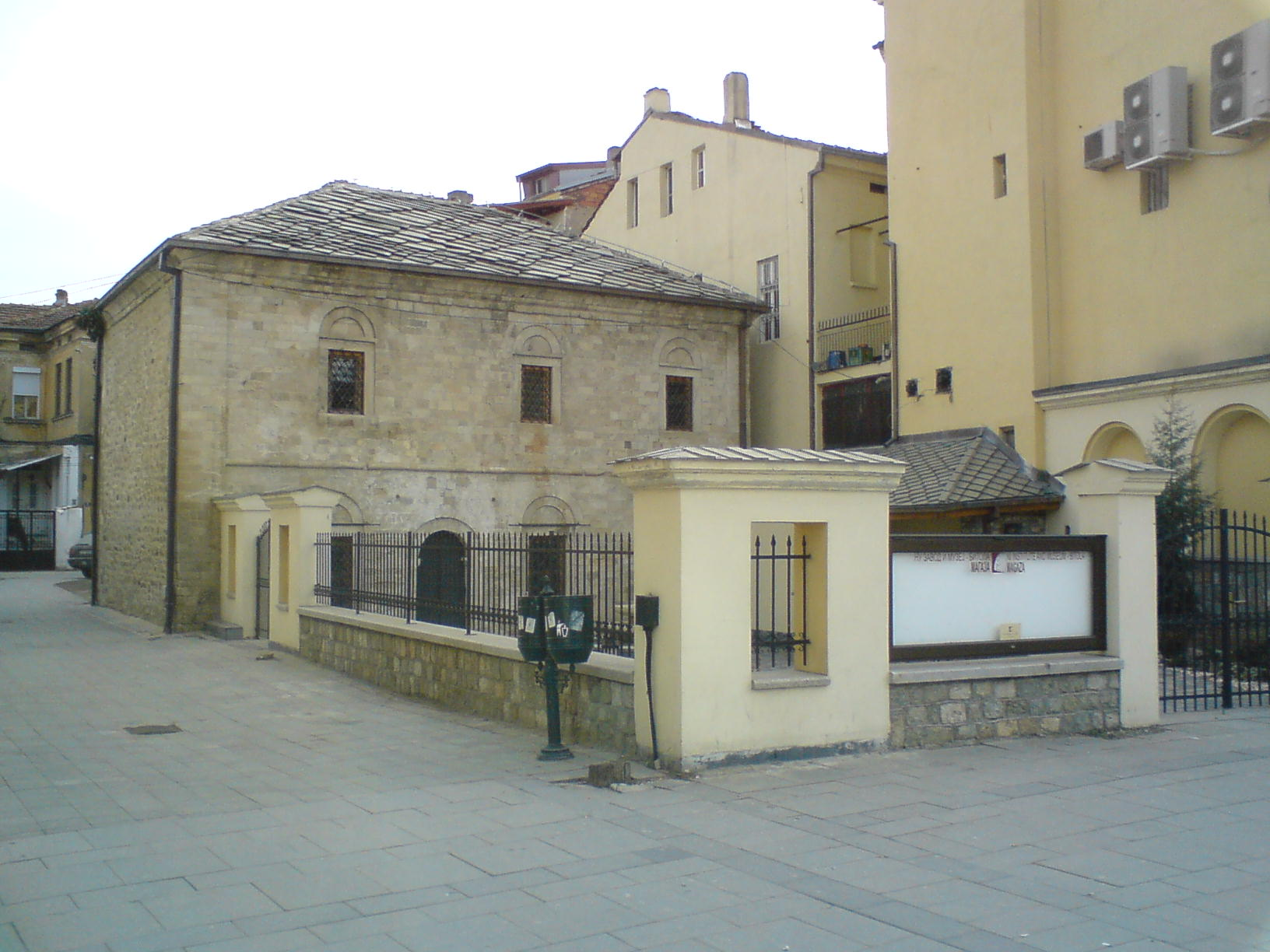
The Magaza, una galería en el centro de la ciudad.

Cada año, el festival popular tradicional “Ilinden Days” se lleva a cabo en Bitola. Es un festival de 4-5 días de música, canciones y danzas, que son dedicados a la sublevación de Ilinden contra los turcos, donde la mayor concentración es ubicada en la cultura popular de Macedonia. Danzas folclóricas y canciones son presentadas por muchos grupos folclóricos y organizaciones, que forman parte de esta.
Pequeño Monmartre de Bitola
En los últimos años, las manifestaciones de arte “Small Monmartre of Bitola” o “Pequeño Monmartre de Bitola”, organizado por el estudio de arte “Kiril ando Metodij”, se ha convertido en un festival exitoso de arte para niños. Niños procedentes de todo el mundo vienen a expresar su imaginación a través del arte, creando arte importante y sin precio, que es presentado en el país y alrededor del mundo. “Small Monmartre” es un ganador de numerosos premios y nominaciones.
Bitolino
Bitolino es un festival de teatro para niños anualmente llevado a cabo en agosto con el Teatro Babec. Cada año los profesores de teatro de los niños de todo el mundo participan en el festival. El principal premio es el gran Prix, a la mejor representación.
Si-Do
Cada mayo, Bitola es el anfitrión del festival internacional de la canción de niños Si-Do, el cual en años recientes ha ganado mucha popularidad. Niños de toda Europa participan en este evento, usualmente consiste alrededor de 20 canciones. Este festival es financiado por ProMedia, el cual organiza el evento con un nuevo tema cada año. Muchos músicos de Macedonia han participado en el festival incluyendo: Next Time and Karolina Goceva quienes representaron a Macedonia del Norte en el Festival de la Canción de Eurovisión.
Festival de música clásica Interfest
Es un festival internacional dedicado principalmente a la música clásica, donde muchos artistas creativos y reproductivos de todo el mundo asisten. Además de los concierto de música clásica, también hay algunas noches para música pop-moderna, obras de teatro, exhibiciones de arte, y un día para presentaciones de literatura durante el evento. En los últimos años ha estado artistas de Rusia, Eslovaquia, Polonia,y de muchos otros países.
Por la razón que Bitola es llamada la ciudad con la mayoría de los pianos, hay una noche del festival que es dedicada a los concursos de piano. Un premio se otorga a la mejor joven pianista y otro para los competidores menores de 30 años.
Festival de Akto
El festival de Akto de arte contemporáneo es un evento regional. El festival incluye artes visuales, representaciones de arte (artes escénicas), música y teoría de la cultura. El primer festival de Akto fue llevado a cabo en 2006. El objetivo del festival es abrir los marcos culturales de una sociedad moderna a través de la “recomposición” y redefinición de ellos en un nuevo contexto. En el pasado, el festival contó con artistas de países de la región como Eslovenia, Grecia o Bulgaria, pero también de Alemania, Italia, Francia y Austria.
Festival Internacional de Monadrama
Es un festival anual celebrado en abril organizado por el Centro Cultural de Bitola. Cada año varios actores del mundo asisten a Bitola para representar modramas.
Lokum fest
Es un evento cultural auténtico y turístico, que ha existido desde 2007. Creados y organizadores del festival es la asociación de ciudadanos del Centro Cultura de Descontaminación de Bitola. El festival es celebrado cada año a mediados de julio en el corazón del viejo Bazar Turco en Bitola, como parte del verano cultural del país.

## Educación
St. Clement de Ohrid University en Bitola (en macedonio: Универзитет Св. Климент Охридски — Битола) fue fundada en 1979, como resultado de dispersos procesos que ocurrieron con la educación en década de los 70, la creciente demanda de profesionales altamente cualificados fuera de la capital del país. Desde 1994, ha llevado el nombre del educador eslavo St. Clement de Ohrid. La universidad cuenta con instituciones en Bitola, Ohrid, Prilep, y sede en Bitola. Adicionalmente tiene especialidad en ciencia y educación. Coopera con la Universidad de St. Cyril and Methodius de Skopie " y otras universidades en los Balcanes Europa. Los siguientes institutos y organizaciones científicas son parte de la universidad:
- Facultad Técnica  – Bitola
- Facultad de Economía  – Prilep

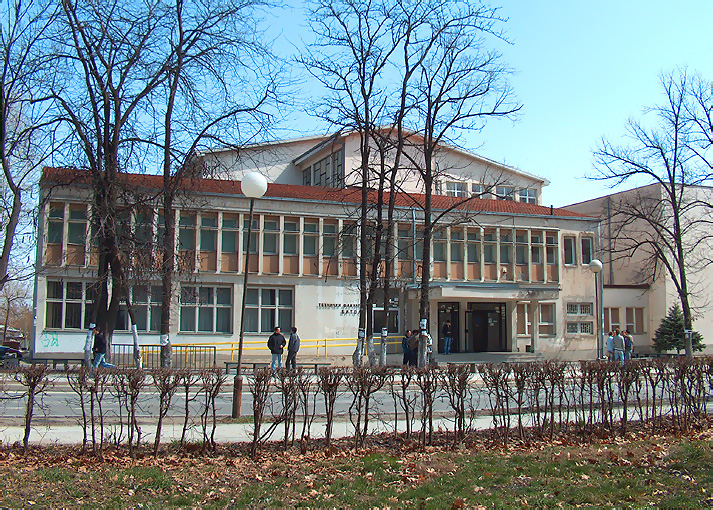
Facultad Técnica de Bitola

- Facultad de gestión de Turismo y Ocio – Ohrid
- Facultad de Maestros  – Bitola
- Facultad de ciencias biotecnológicas  – Bitola
- Facultad de administración y gestión de los sistemas de información  — Bitola
- Colegio Médico  – Bitola
- Facultad de Ciencias Veterinarias  – Bitola
- Instituto del Tabaco  – Prilep
- Instituto hidrobiológico  – Ohrid
- Instituto de cultura eslava  – Prilep

Escuelas secundarias en Bitola:
- "Secundaria "Josip Broz-Tito".
- Secundaria "Taki Daskalo".

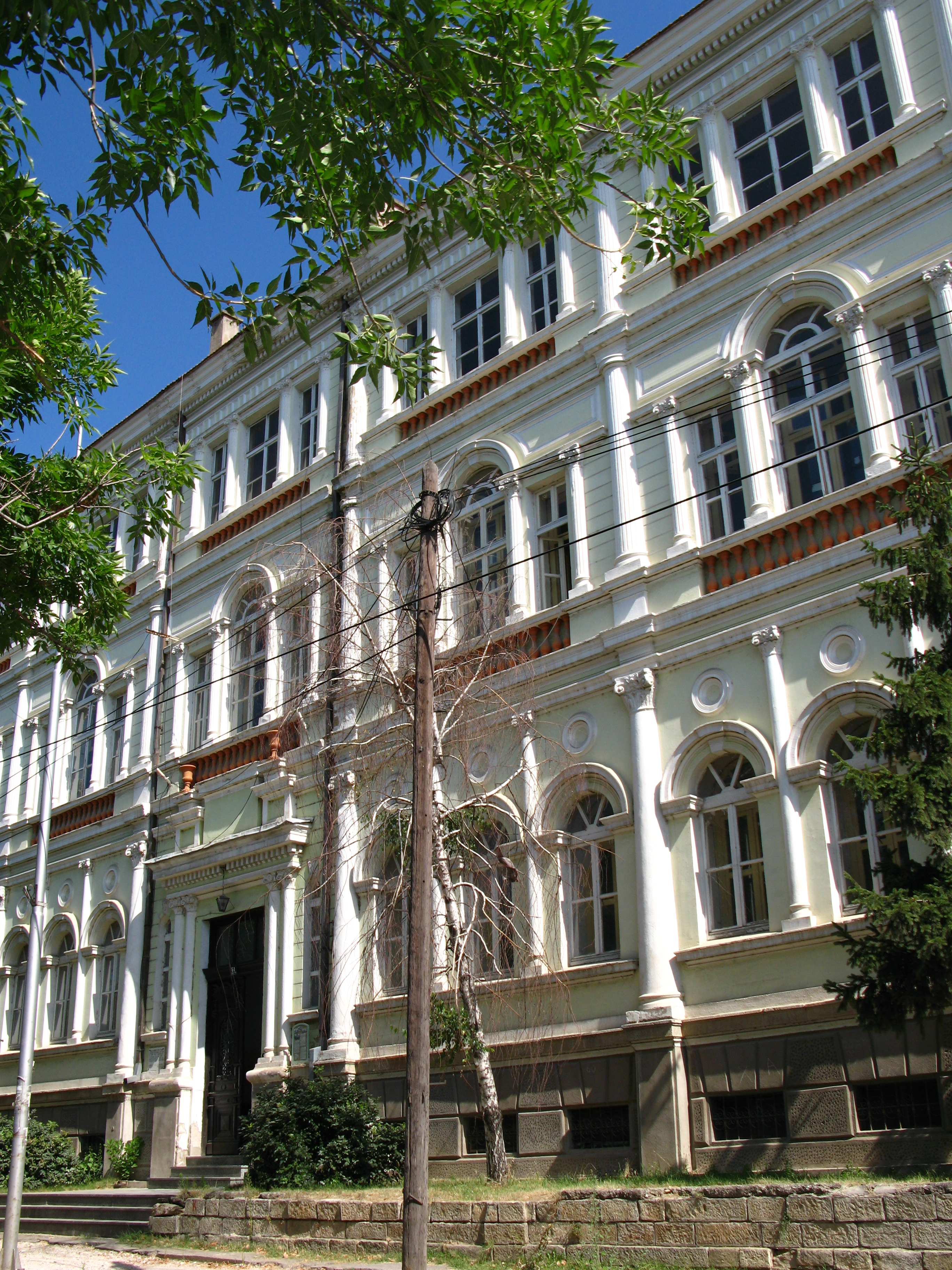
Secundaria "Josip Broz-Tito"

- Dr. Jovan Kalauzi", un instituto médico.
- "Jane Sandanski", una escuela secundaria económico.

## Galería

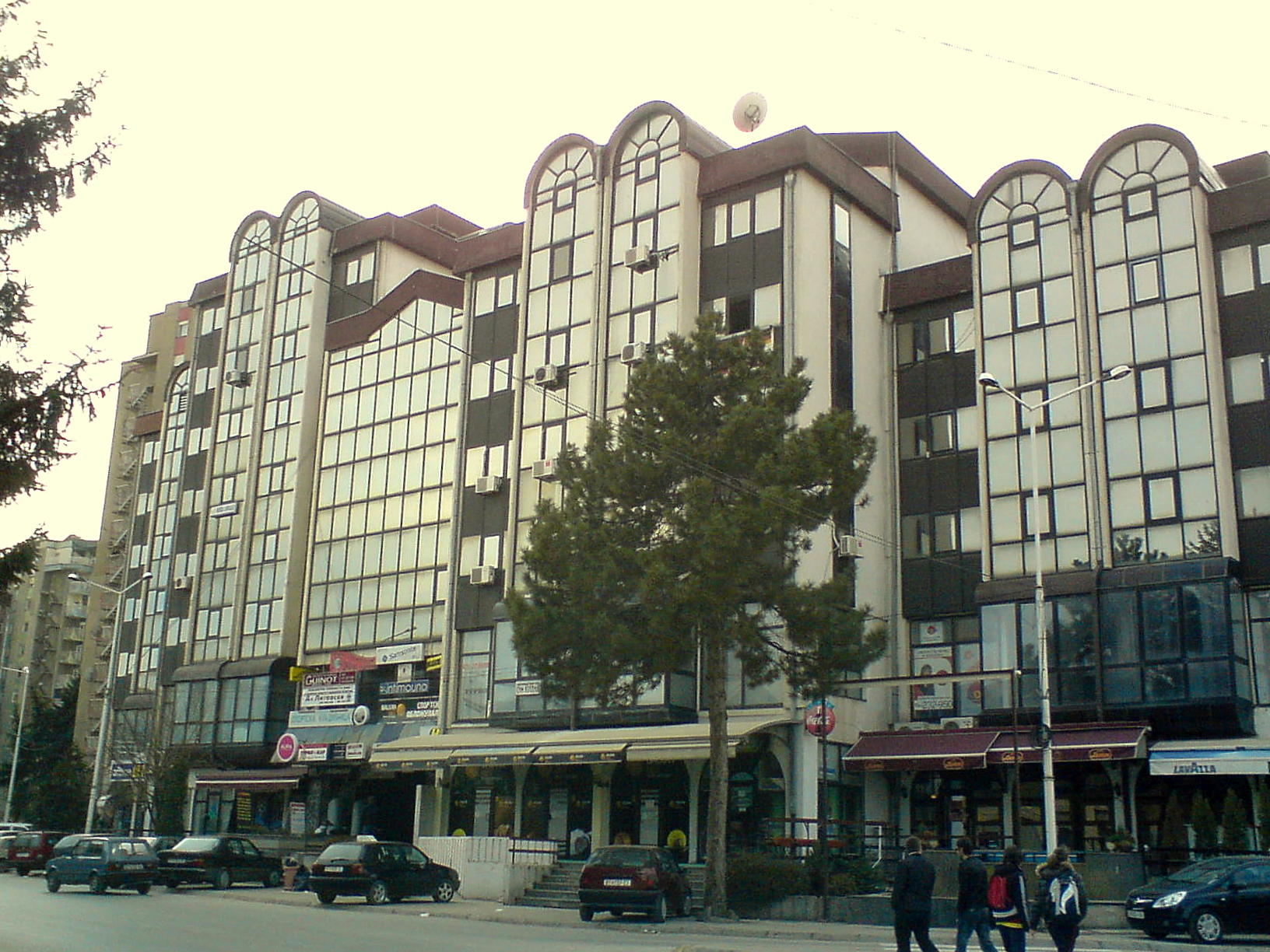
Conjunto de viviendas "Pelagonka 2"
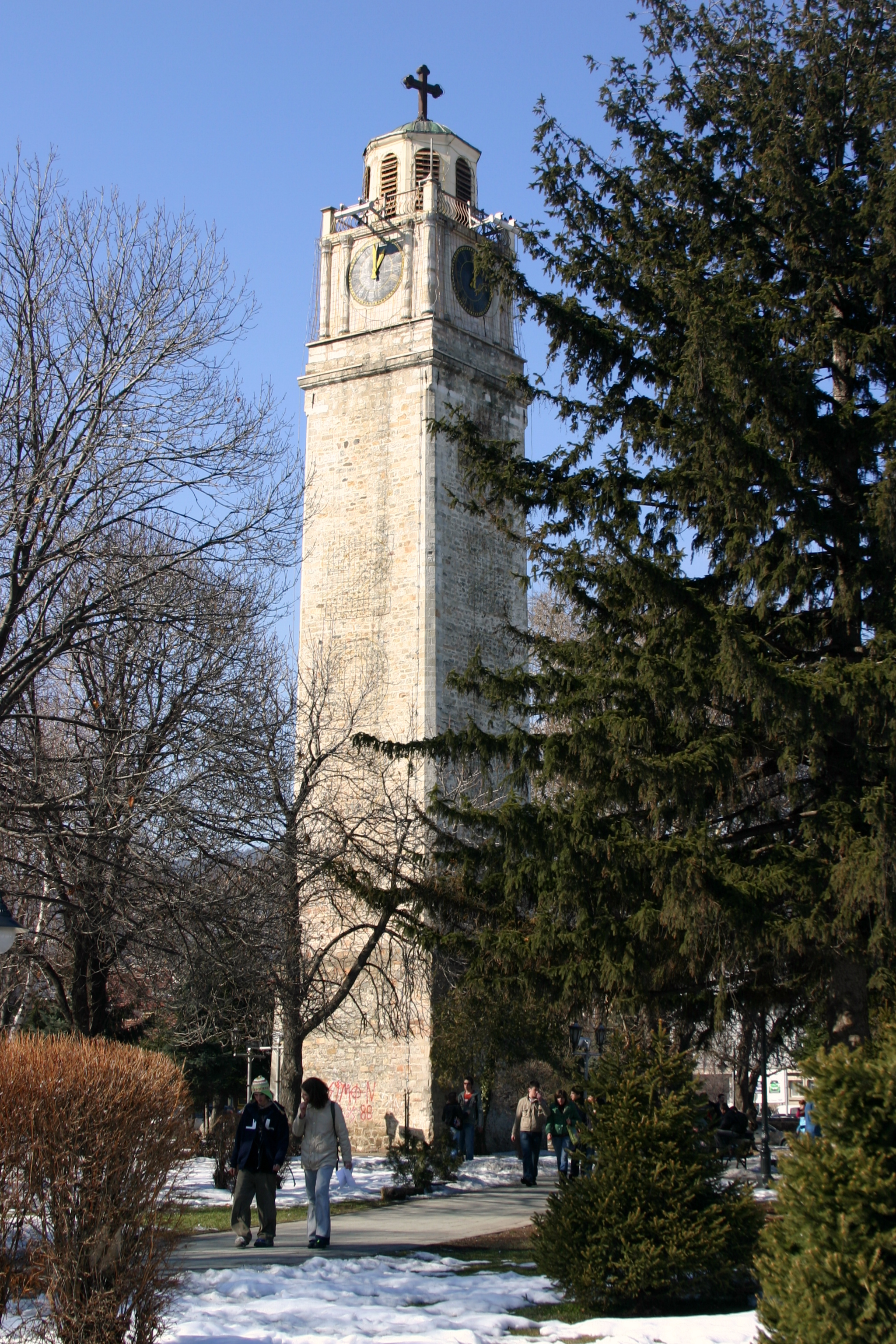
La torre del reloj
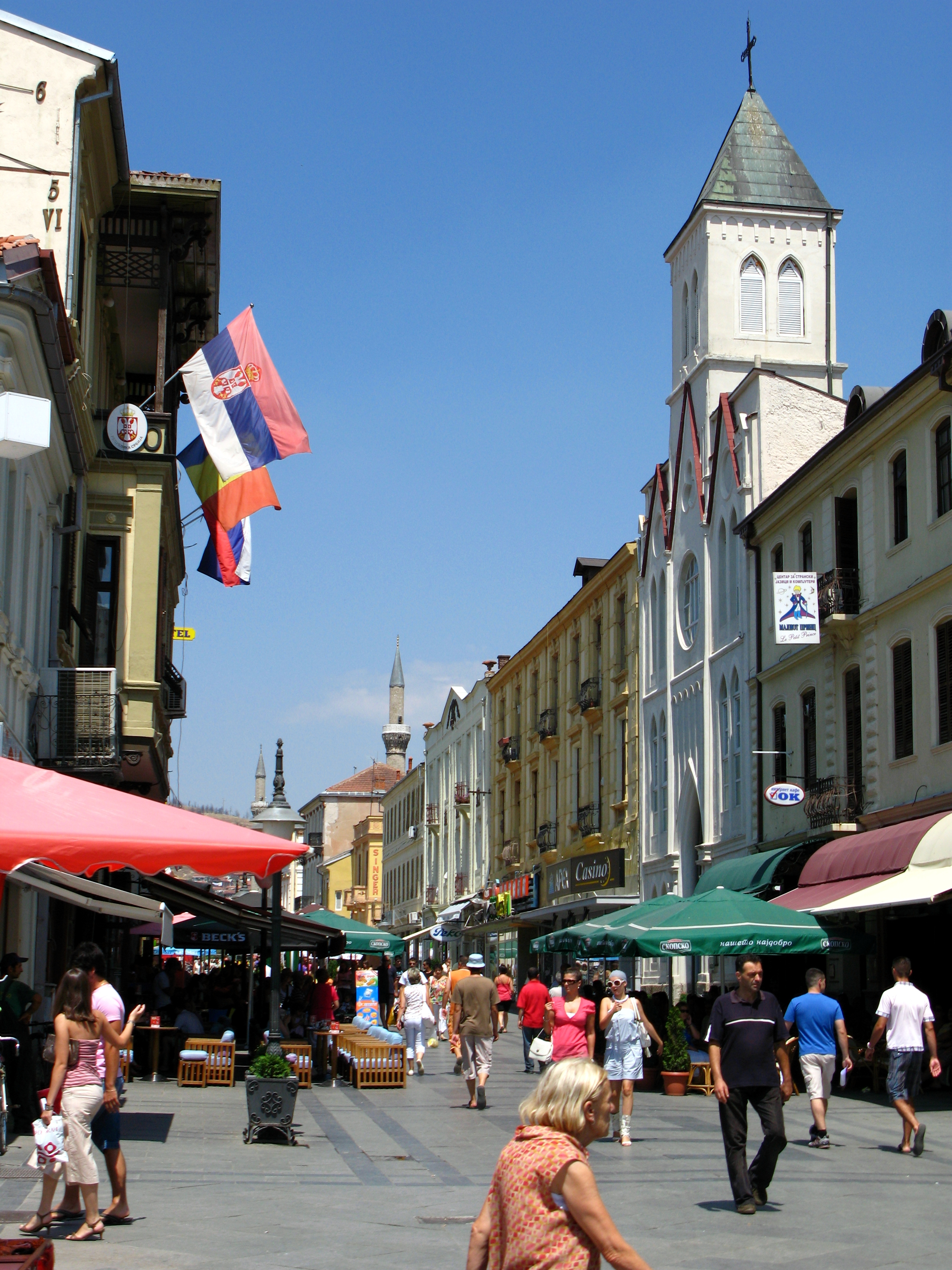
Shirok Sokak
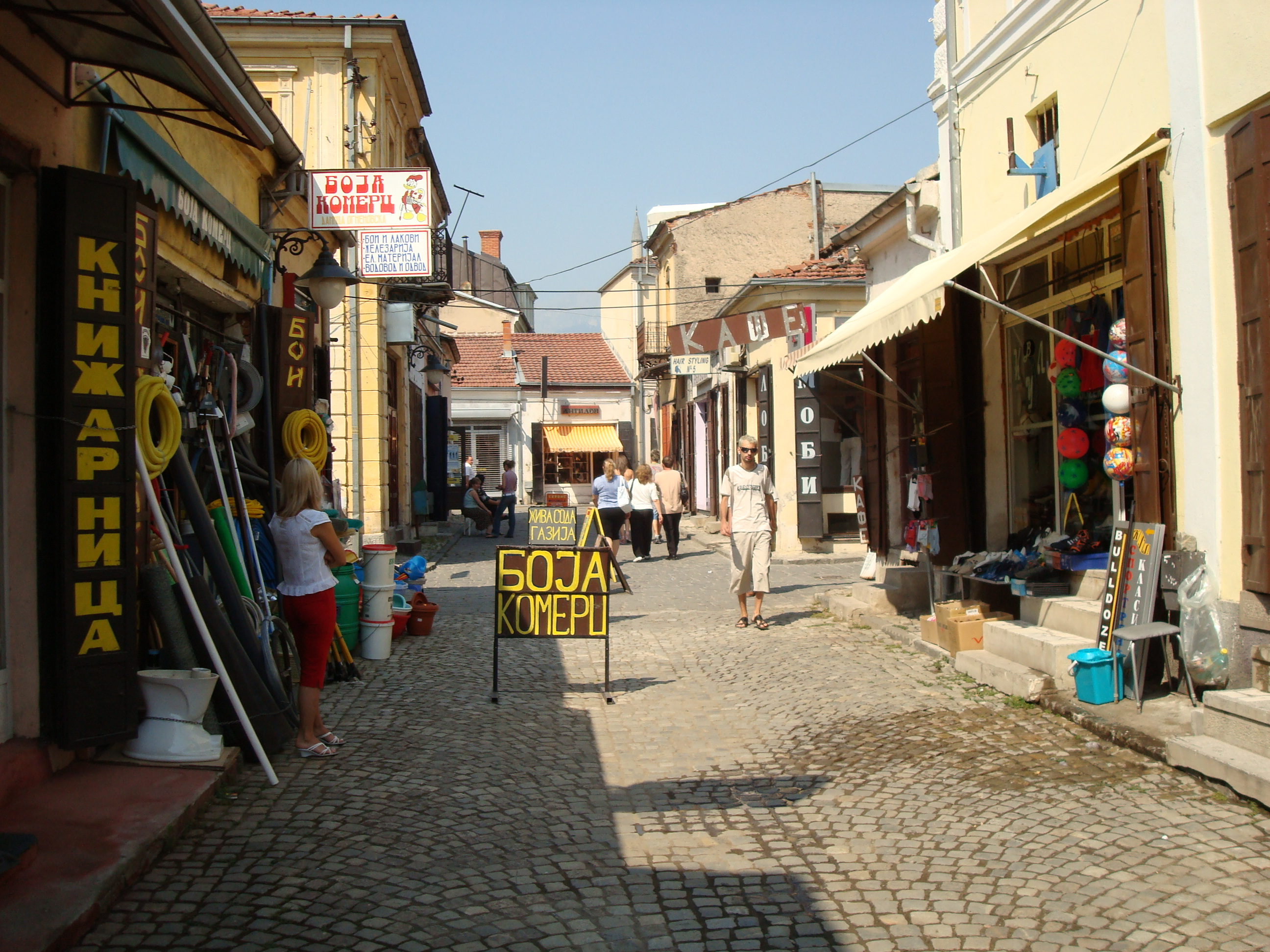
El bazar viejo
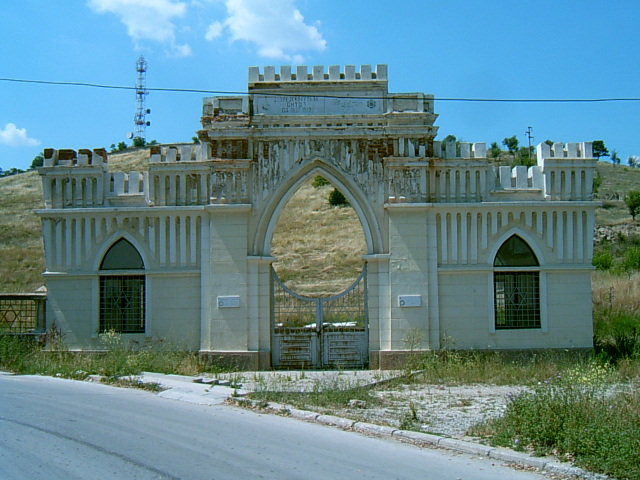
El cementerio judío
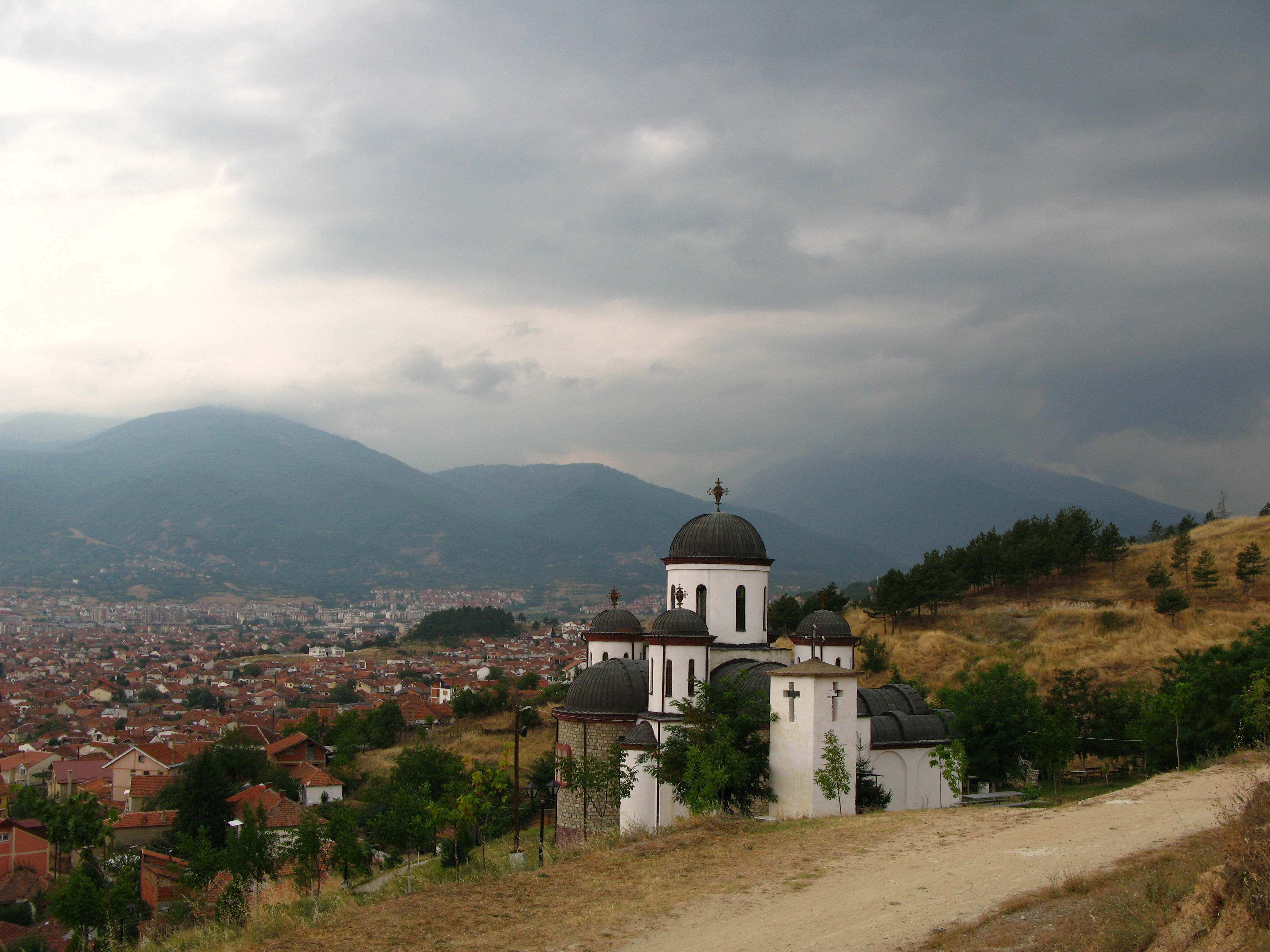
Vista desde Krkardaš
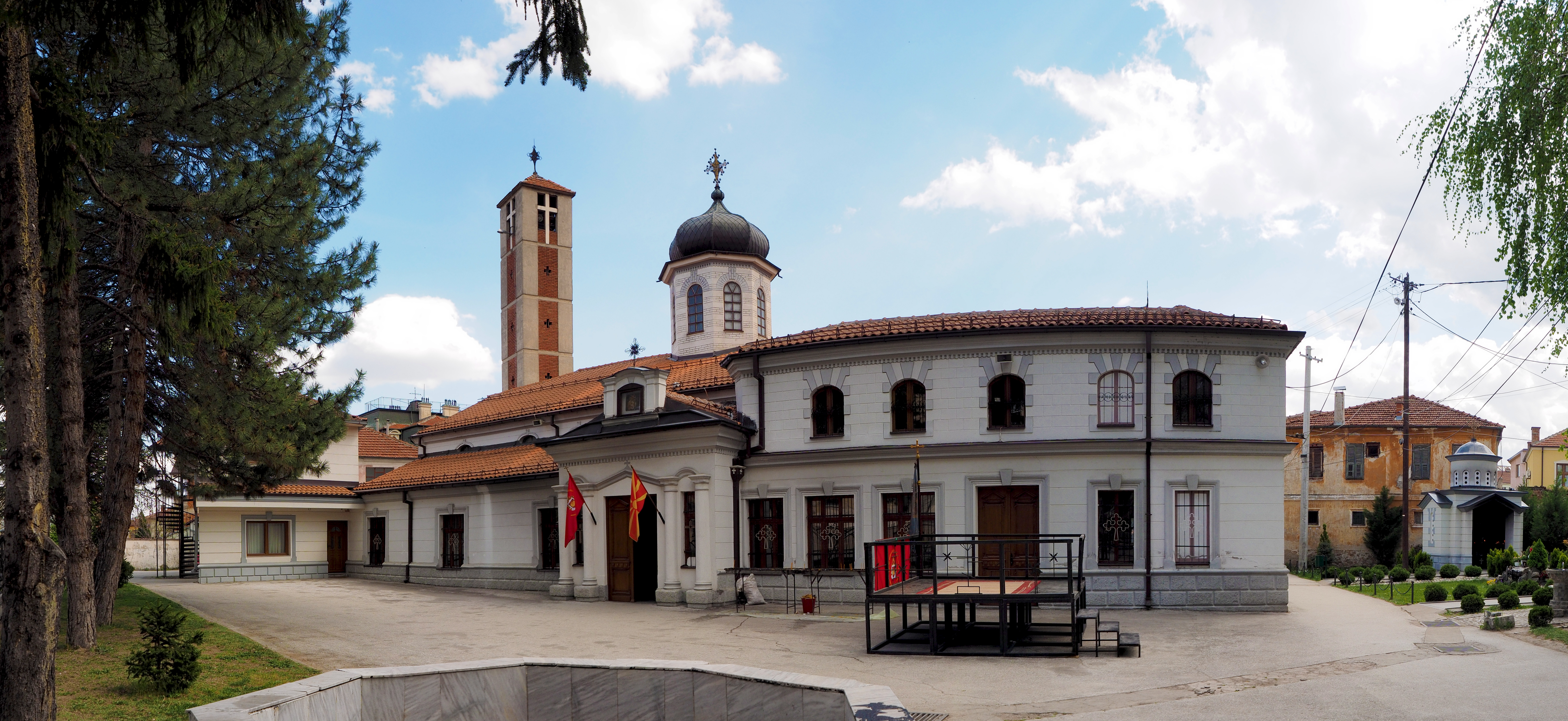
Iglesia de St. Bogorodica
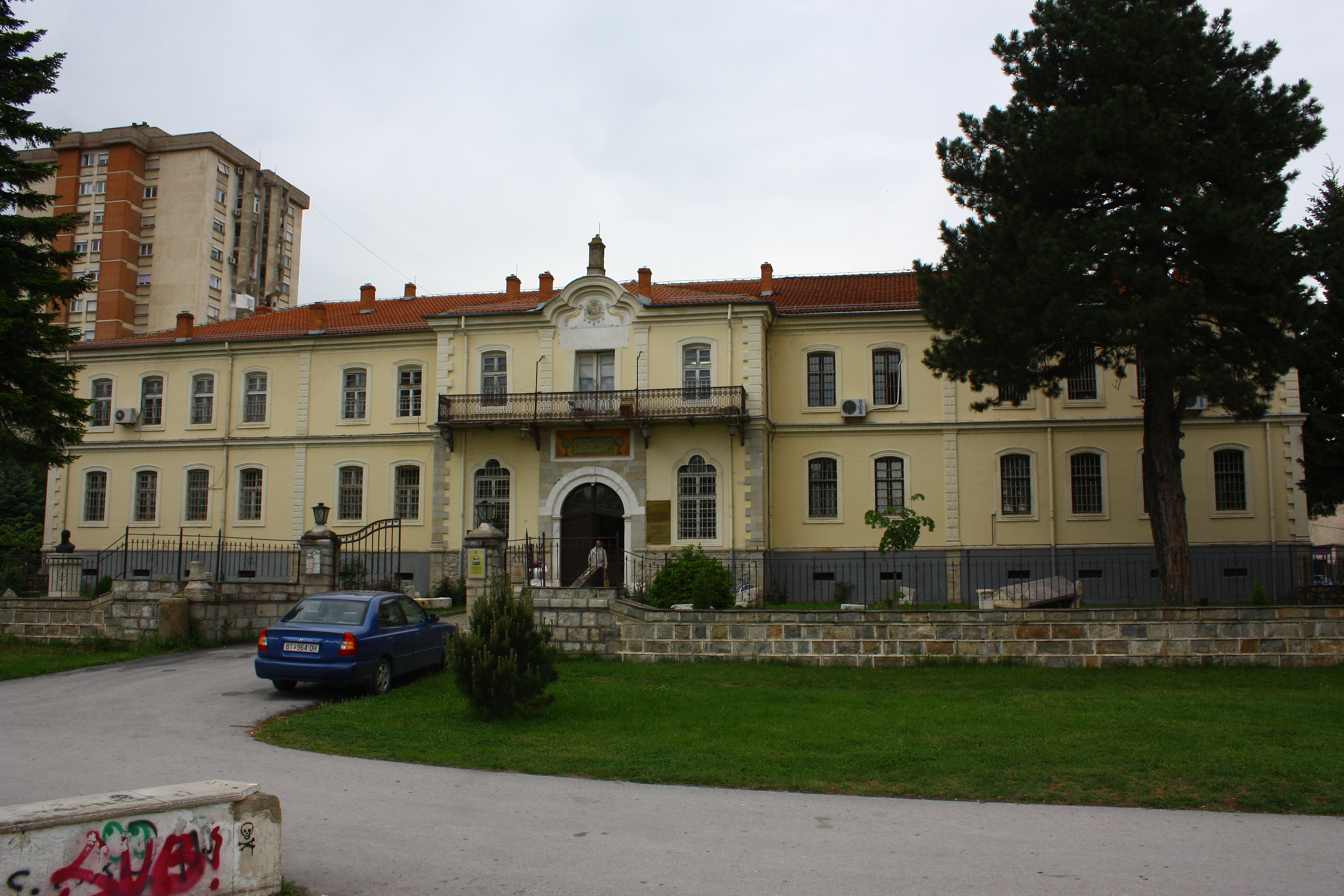
Museo de Bitola
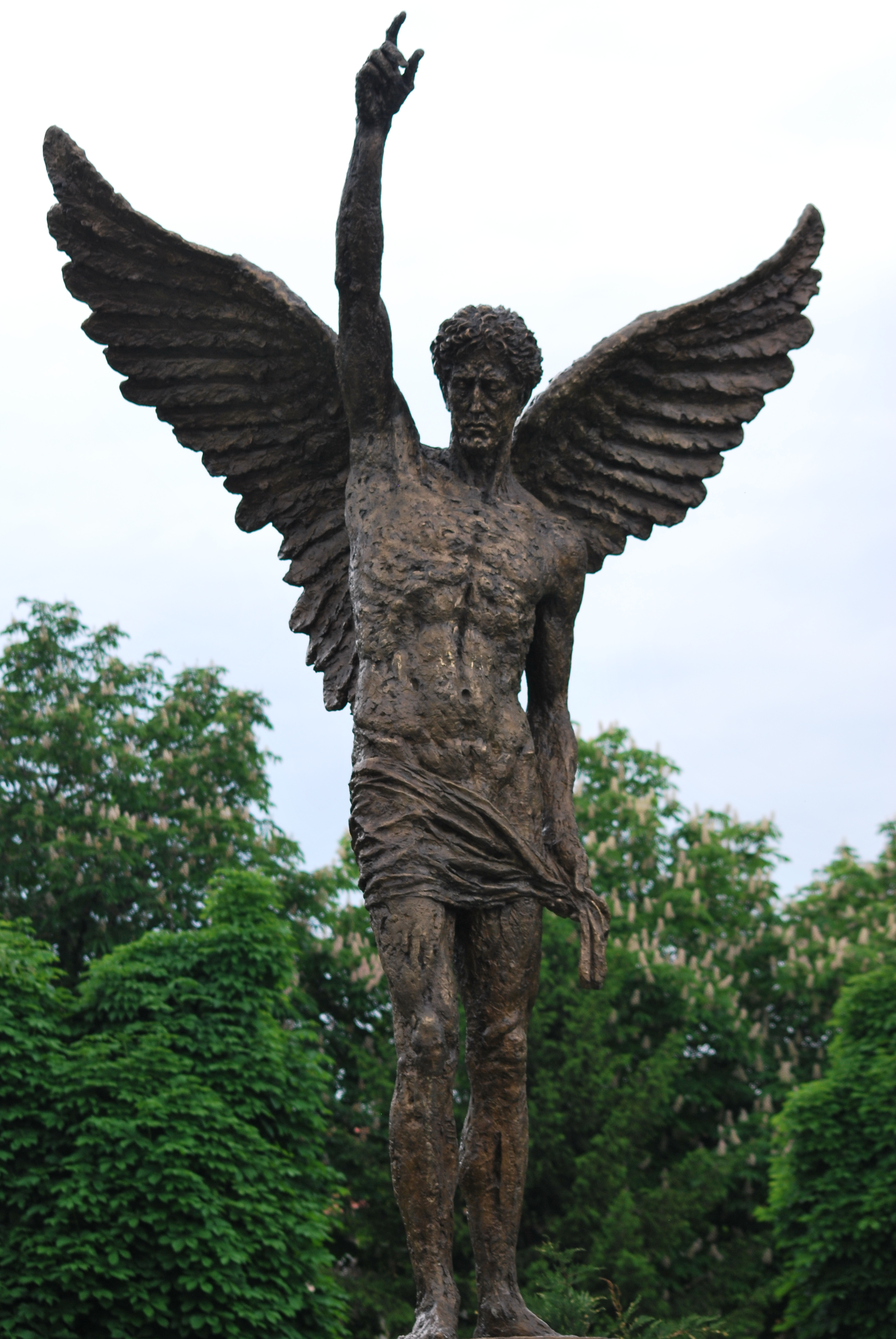
Monumento de una ángel por los defensores de Macedonia
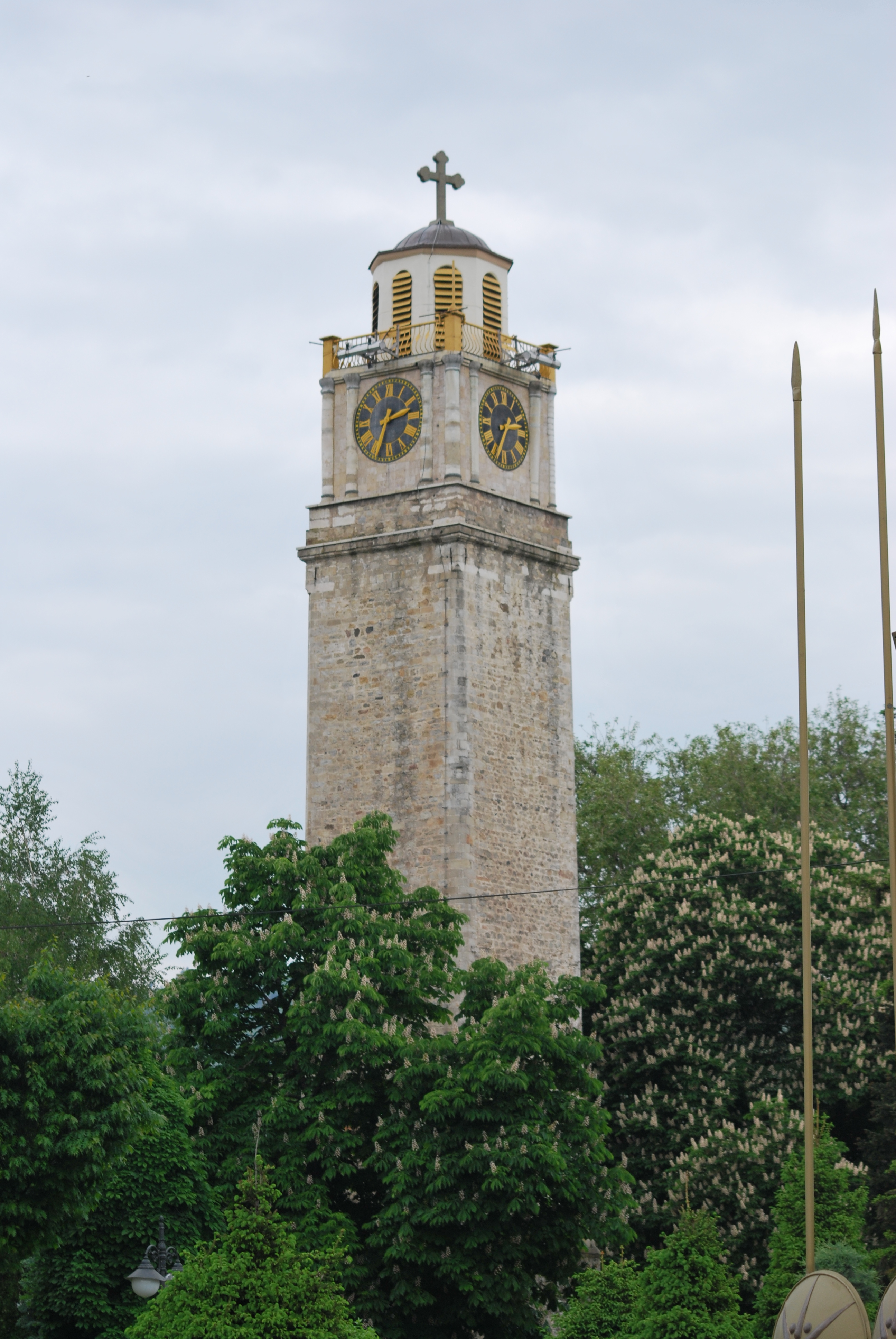
La torre del reloj
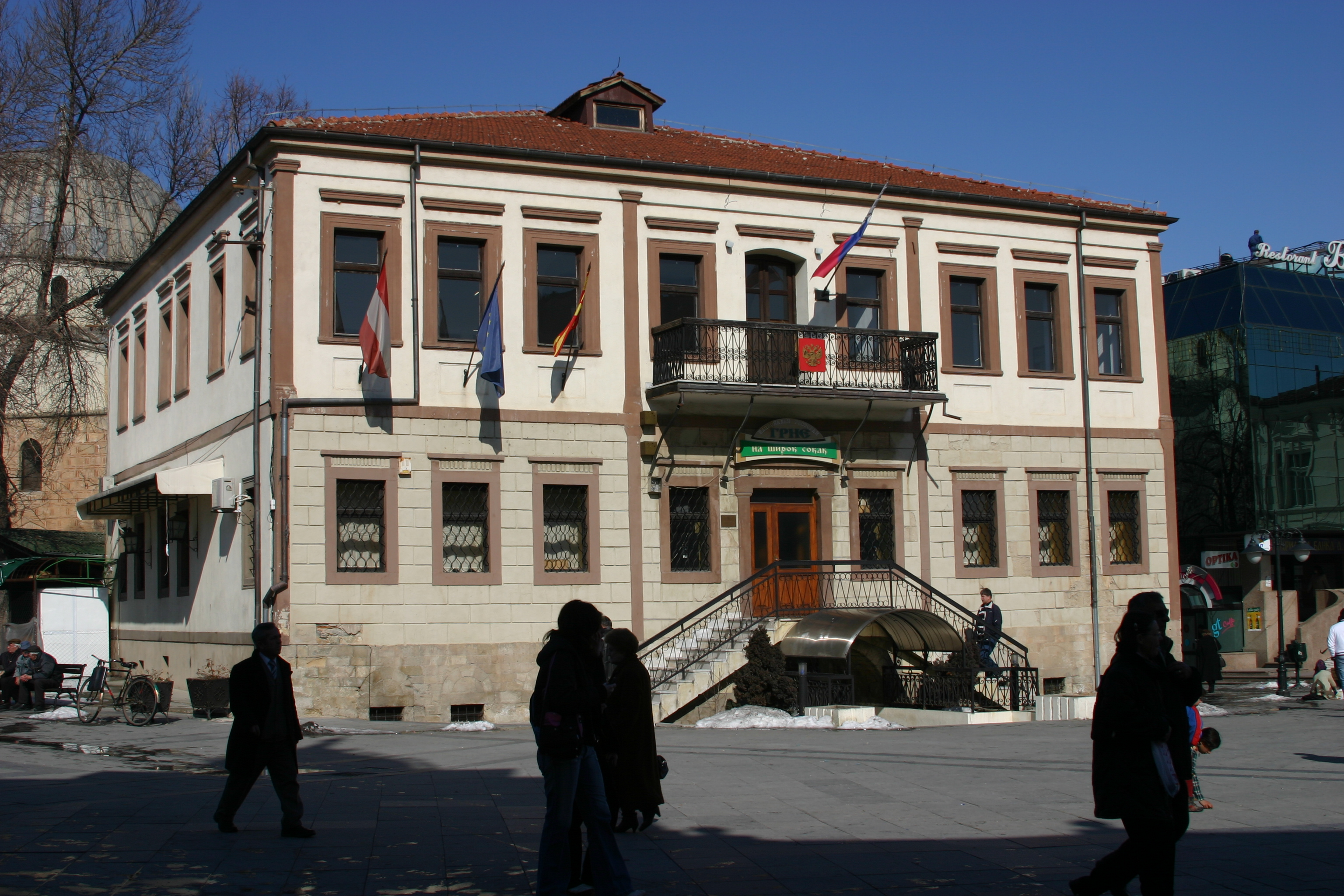
Consulado Ruso en Bitola
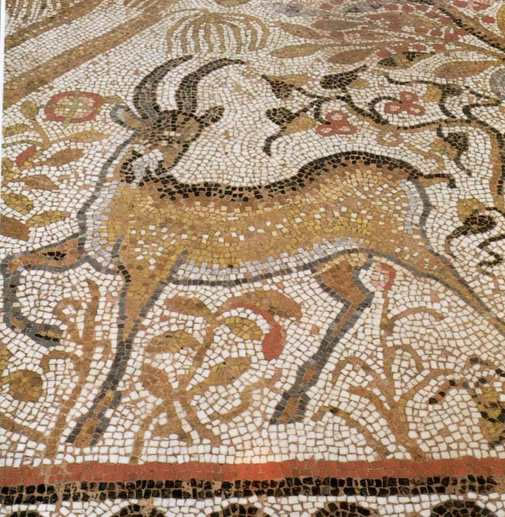
Mosaico de Heraclea Lyncestis
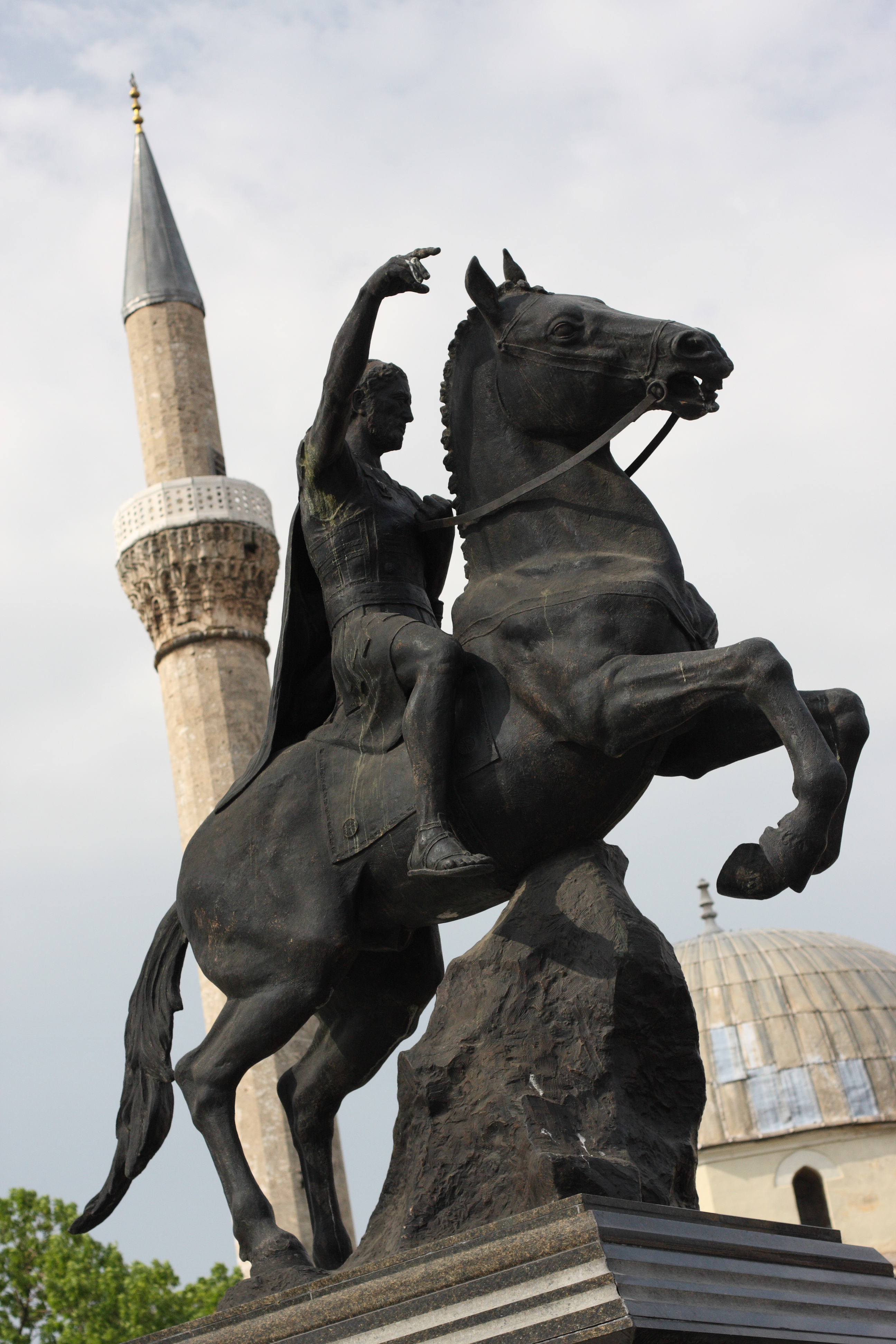
Monumento de Filipo II de Macedonia, fundador de Bitola
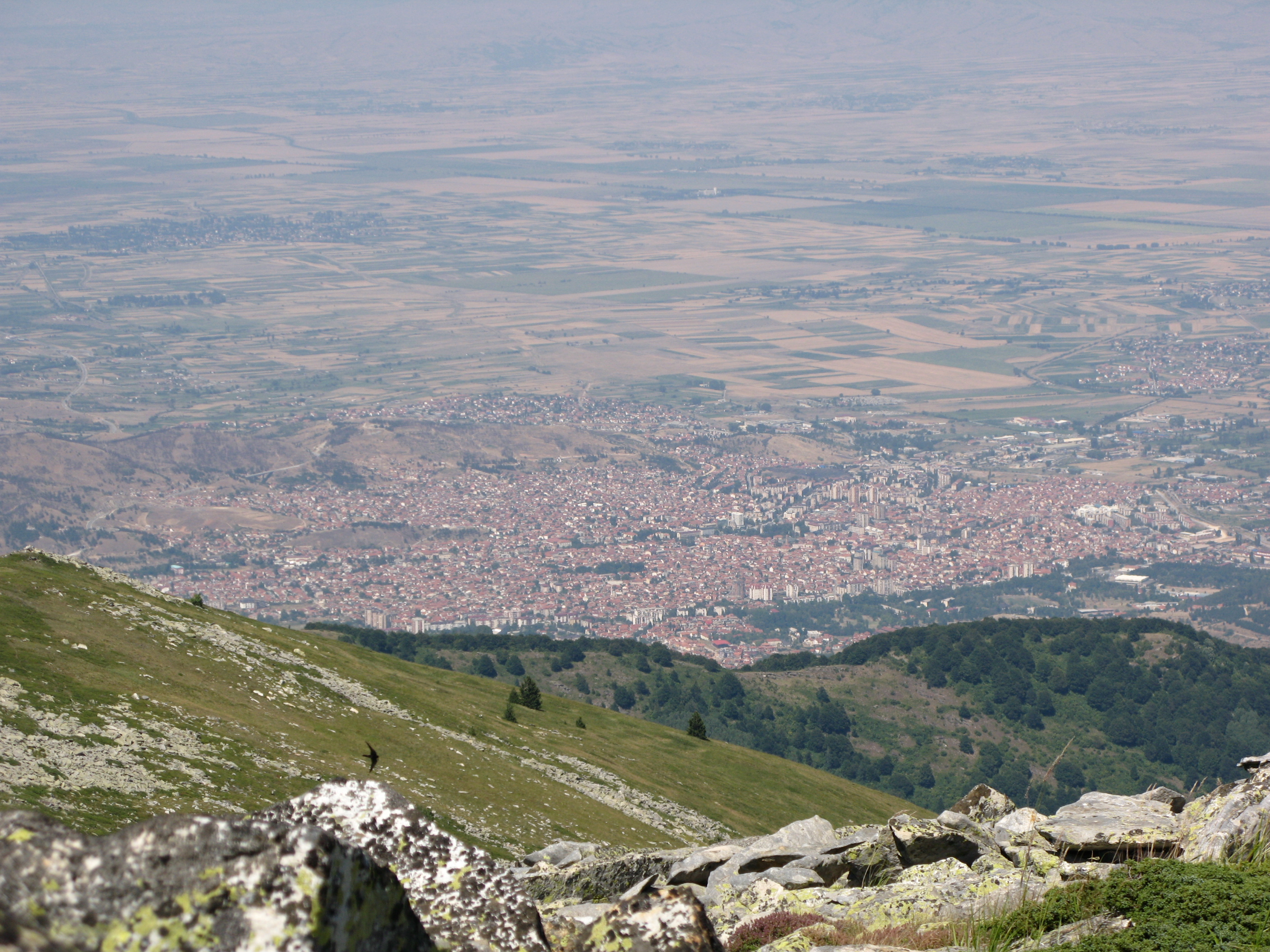
Vista de Bitola de la Montaña de Baba
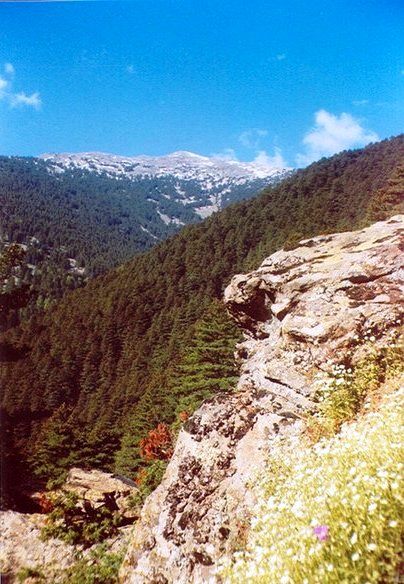
Parque Nacional de Pelister
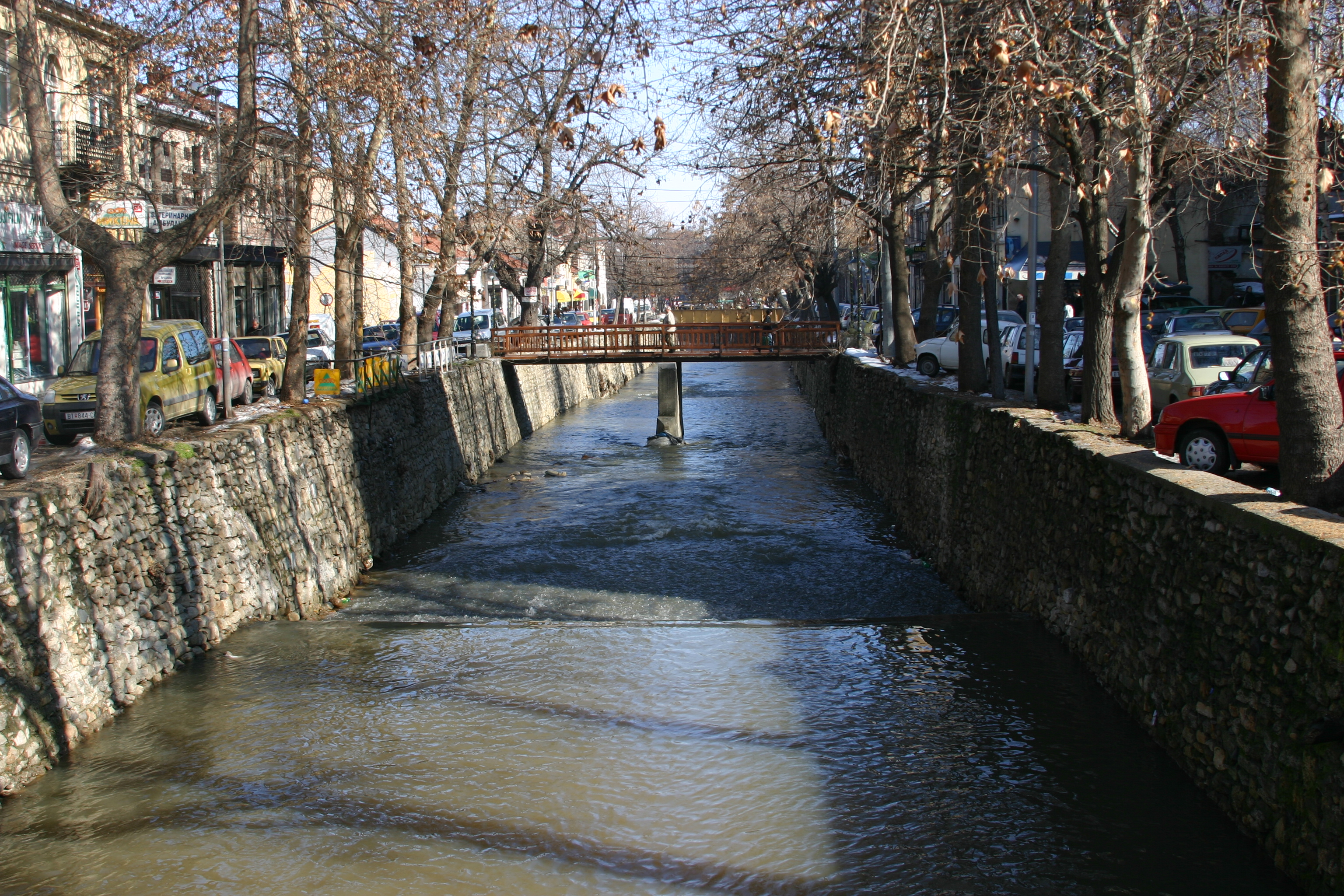
Río de Dragor
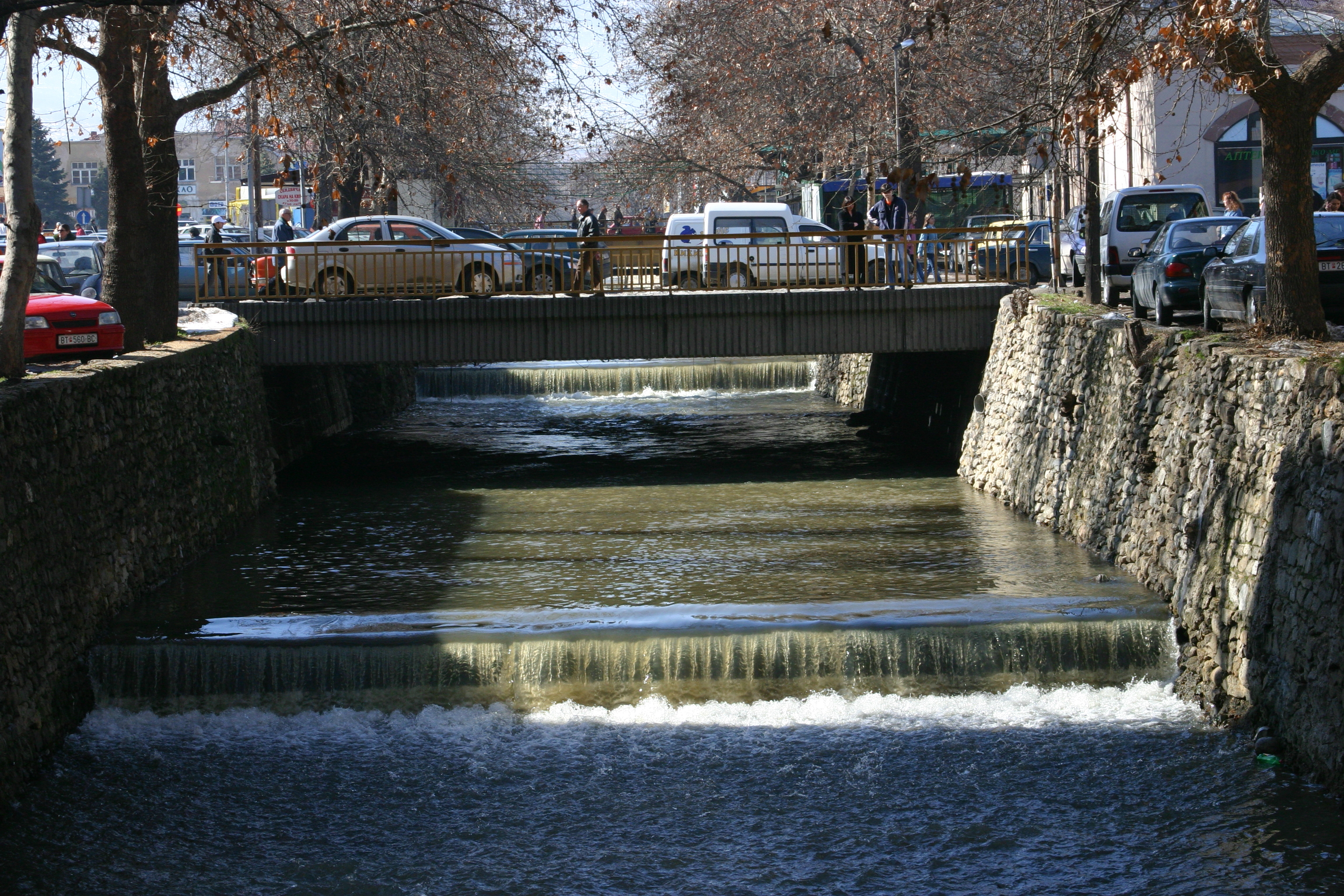
Río de Dragor
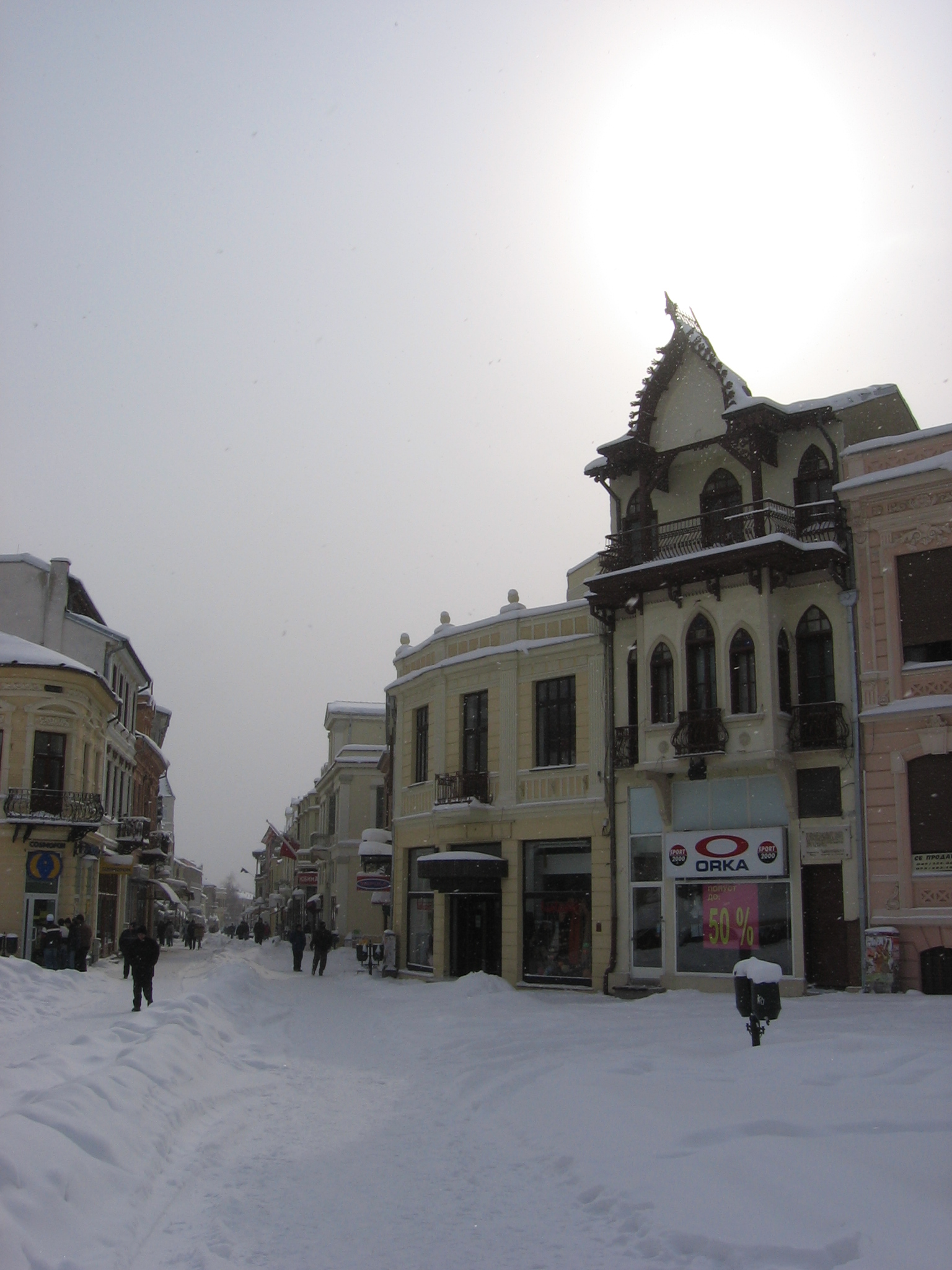
Bitola en invierno (Enero 2006)